# 悪魔の招待状 (アルバム)
『悪魔の招待状』（あくまのしょうたいじょう、原題:For Those About to Rock We Salute You）は、AC/DCが1981年に発表したアルバム。

## 解説
アルバムおよび冒頭の楽曲のタイトルは、『ケラング!』誌におけるアンガス・ヤングのインタビューによれば、古代ローマの剣闘士に関する書籍『For Those About to Die We Salute You』が元になった。AC/DCのアルバムとしては初めて、全米チャートで1位を獲得。前作『バック・イン・ブラック』ほどのロングセラーとはならなかったが、アメリカだけで400万枚以上を売り上げた。第1弾シングル「ゲット・イット・アップ」は全英13位・全米44位、第2弾シングル「悪魔の招待状」は全英15位に達した。
「悪魔の招待状」は、曲の後半で大砲の音をフィーチャーしており、ライヴでも本物の大砲を使用。

## 収録曲
全曲アンガス・ヤング、マルコム・ヤング、ブライアン・ジョンソンの共作。
1. 悪魔の招待状 - "For Those About to Rock (We Salute You)" - 5:44
2. フィンガー・オン・ユー - "Put the Finger on You" - 3:25
3. ゲット・イット・アップ - "Let's Get It Up" - 3:54
4. 悪魔の一滴 - "Inject the Venom" - 3:30
5. スノウボール - "Snowballed" - 3:23
6. エヴィル・ウォークス - "Evil Walks" - 4:23
7. C.O.D. - "C.O.D." - 3:19
8. 無法地帯 - "Breaking the Rules" - 4:23
9. 長いナイフの夜 - "Night of the Long Knives" - 3:25
10. 殺しの呪文 - "Spellbound" - 4:39

## サウンドトラックでの使用例
- すてきな片想い（1984年） - 「スノウボール」を使用[3]
- 地獄のデビルトラック（1986年） - 「悪魔の招待状」のリミックス・ヴァージョンを使用[4]
- ザ・エージェント（1996年） - 「悪魔の招待状」を使用[5]
- Sex Drive（2008年） - 「ゲット・イット・アップ」を使用[6]

## 参加ミュージシャン
- ブライアン・ジョンソン - ボーカル
- アンガス・ヤング - リードギター
- マルコム・ヤング - リズムギター、バッキング・ボーカル
- クリフ・ウィリアムズ - ベース、バッキング・ボーカル
- フィル・ラッド - ドラムス、パーカッション